# Сапрыкин, Игорь Александрович (дипломат)
И́горь Алекса́ндрович Сапры́кин (3 апреля 1938, Москва — 11 декабря 2009, там же) — советский и российский дипломат. Чрезвычайный и полномочный посол (1992).

## Биография
Окончил МГИМО МИД СССР (1961) и Курсы усовершенствования руководящих дипломатических работников при Дипломатической академии МИД СССР (1989). На дипломатической работе с 1961 года. Владеет английским и французским языками.
- В 1961—1966 годах — референт-стажёр, атташе Посольства СССР в Великобритании.
- В 1966—1970 годах — третий, второй секретарь Управления по планированию внешнеполитических мероприятий МИД СССР.
- В 1970—1973 годах — второй, первый секретарь Посольства СССР в Центральноафриканской Республике.
- В 1973—1975 годах — первый секретарь Второго европейского отдела МИД СССР.
- В 1975—1979 годах — советник Посольства СССР в Австралии.
- В 1979—1986 годах — советник, заведующий сектором Второго европейского отдела МИД СССР.
- В 1986—1988 годах — заведующий сектором, заместитель заведующего отделом Управления стран Тихого океана и Юго-Восточной Азии МИД СССР.
- В 1989—1992 годах — советник-посланник Посольства СССР, затем (с 1991) России в Бангладеш.
- В 1992 году — посол по особым поручениям МИД России.
- С 27 апреля 1992 по 15 мая 1993 года — руководитель делегации России на переговорах с Белоруссией[1][2].
- С 7 августа 1992 по 25 ноября 1996 года — чрезвычайный и полномочный посол Российской Федерации в Белоруссии[3][4].
- С 2 ноября 1996 по 26 июля 2000 года — чрезвычайный и полномочный посол Российской Федерации в Албании[5][6].
- В 2000—2002 годах — директор Департамента лингвистического обеспечения МИД России.
- С 2003 года — посол по особым поручениям МИД России.

Похоронен в Москве на Рогожском кладбище.

## Дипломатический ранг
- Чрезвычайный и полномочный посол (22 апреля 1992)[7].

## Награды и почётные звания
- Медаль ордена «За заслуги перед Отечеством» II степени (21 июня 1996) — за заслуги перед государством, большой вклад в проведение внешнеполитического курса и обеспечение национальных интересов России, мужество и самоотверженность, проявленные при исполнении служебного долга[8].
- Медаль «В память 850-летия Москвы».
- Почётный работник Министерства иностранных дел Российской Федерации.

## Семья
Родители — Александр Михайлович Сапрыкин (1894—1947), мастер прокатного цеха завода «Серп и молот» и Александра Семёновна Сапрыкина (1898—1992).
Был женат на Елене Викторовне Сапрыкиной. Имел троих сыновей: Филиппа (р. 1967), Дениса (р. 1972) и Тараса (р. 1975).